# Лазар Арсић
Лазар Арсић (Београд, 24. септембар 1991) српски је фудбалер који тренутно наступа за Младост из Новог Сада.

## Kаријера
Каријеру је започео у Обилићу. Прешао је 13. августа 2010. у Вашаш, а после две године у Папу. Године 2014. играо је за Раднички 1923, након годину дана прешао је у Аполон Смирна и Радник Сурдулица. Године 2016. почиње да игра у Раднички Ниш, где је проглашен за једног од најбољих играча клуба. Прешао је 9. фебруара 2018. у Војводину. Уговор је 3. фебруара 2019. потписао за Вождовац. Прешао је 9. фебруара 2020. у Сеул Еланд. У августу 2021. вратио се у нишки Раднички. Годину дана касније прешао је у Младост из Новог Сада.